# Fjölnir
Fjölnir var et islandsk-sproget tidsskrift udgivet hvert år i København i årene 1835-1847.
Tidsskriftet blev grundlagt af Fjölnismenn (Bogstaveligt "mænd fra Fjolnir"), fire unge islandske intellektuelle, der søgte at genoplive den nationale bevidsthed i Island i håb om at fremme støtten til islandsk selvstændighed. De var Jónas Hallgrímsson, Konráð Gíslason, Brynjólfur Pétursson og Tómas Sæmundsson.
- Jonas Hallgrímsson, tegning af Déssington, 1845
- Konráð Gíslason, ca. 1891
- Tómas Sæmundsson, Gravering fra 1888

Alle fire var islændinge, der havde studeret på Bessastaðir latinskole og ved Københavns Universitet.
Den 1. marts 1834 udsendte Jónas Hallgrímsson, Brynjólfur Pétursson og Konráð Gíslason en invitation fra København om etablering af et islandsk magasin. Ifølge invitationen skulle bladet udkomme hvert år, og dets indhold være at oplyse og fornøje. Den første udgave af magasinet, som blev kaldt Fjölnir, blev offentliggjort i sommeren 1835.
De har alle bidraget til udgivelsen af tidsskriftet indtil 1838. Den femte årlige udgave blev offentliggjort og betalt for af Tómas Sæmundsson, der var flyttet tilbage til Island, og fik det trykt i Viðey. Offentliggørelse ophørte der efter for et par år, da Jónas Hallgrímsson var beskæftiget med sin videnskabelige forskning. Et nyt nummer udkom i 1843, men på dette tidspunkt havde to foreninger, Fjölnisfélagið og Nokkrir Íslendingar, overtaget offentliggørelse, ledet først af Gísli Magnússon og senere af Halldór Kr. Friðriksson.
Den sidste udgave af tidsskriftet blev offentliggjort i 1847. Det var dedikeret til mindet om Jónas Hallgrímsson, som døde i det foregående forår.
Der er ingen oplysninger om numrenes distribution for de første par bind, men i årene 1843-1845 blev 300-400 eksemplarer af bindene 6-8 solgt på Island og i Danmark. Bindene blev sandsynligvis læst højt i store forsamlinger og lånte fra gård til gård.
Fjolnir introducerede romantikken i islandsk litteratur og poesi, og mange af Jónas Hallgrímsson romantiske digte blev først offentliggjort i tidsskriftet. Det stod også i spidsen for en genoplivning af den nationale og sproglige bevidsthed i Island. Fjolnir fik en blandet modtagelse blandt den islandske offentlighed, dels på grund af excentriske stavemåde, dels på grund af den arrogance, man fik indtryk af hos de unge Fjölnismenn. Alligevel blev det ydet vigtige bidrag til genoplivning af islandsk som et skriftsprog, og det fik i høj grad påvirket det kulturelle og politiske miljø i Island. Historikeren Gunnar Karlsson finder det er vanskeligt at bestemme den politiske indflydelse af bindene, men at der ikke kan være tvivl om den indflydelse, de fik for bidrag til islandsk poesi.